# 克里格赛姆
克里格赛姆（法語：Kriegsheim，发音：[kʁigsaim] 或 [kʁiksaim]）是法国下莱茵省的一个市镇，属于阿格诺-维桑堡区（Haguenau-Wissembourg）和布吕马特县（Brumath）。该市镇总面积3.93平方公里，2009年时的人口为734人。

## 人口
克里格赛姆人口变化图示